# Casefabre
Casefabre (in catalano Casafabre) è un comune francese di 35 abitanti situato nel dipartimento dei Pirenei Orientali nella regione dell'Occitania.

## Geografia fisica
Casefabre è situata a 11 chilometri a sud d'Ille-sur-Têt (cioè 8 chilometri dopo Saint-Michel-de-Llotes). L'accesso al paese avviene con una via stretta e sinuosa che ridiscende in seguito nella valle del Boulès.

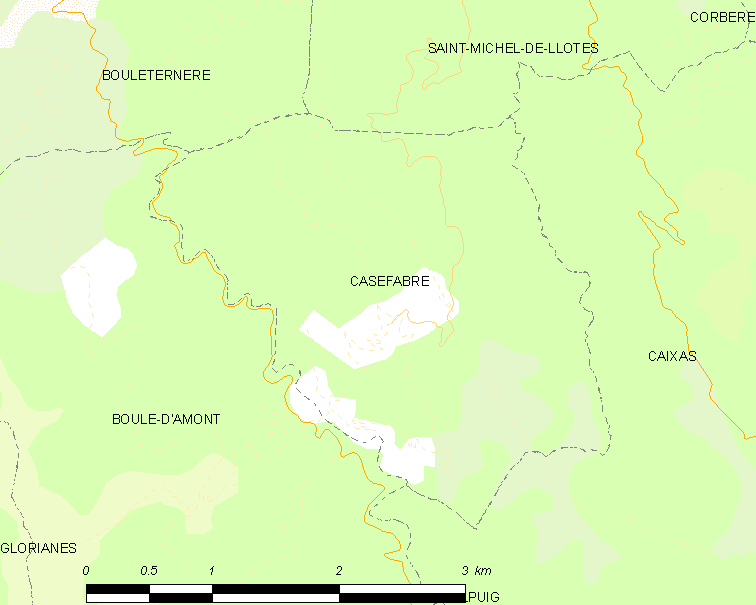
Situazione di Casefabre

## Società

### Evoluzione demografica
Abitanti censiti

## Luoghi e monumenti
La principale curiosità del paese è la chiesa parrocchiale di Saint-Martin.